# Təmkin Xəlilzadə
Təmkin Şaiq oğlu Xəlilzadə (Baku, 6 agosto 1993) è un ex calciatore azero, di ruolo difensore.